# Сире сир Блез
Сире сир Блез (фр. Cirey-sur-Blaise) насеље је и општина у североисточној Француској у региону Шампањ-Арден, у департману Горња Марна која припада префектури Сен Дизје.
По подацима из 2011. године у општини је живело 100 становника, а густина насељености је износила 6,08 становника/km². Општина се простире на површини од 16,44 km². Налази се на средњој надморској висини од 233 метара.

## Демографија
| 1962. | 1968. | 1975. | 1982. | 1990. | 1999. | 2011. |
| ----- | ----- | ----- | ----- | ----- | ----- | ----- |
| 135   | 171   | 155   | 126   | 100   | 108   | 100   |

График промене броја становника у току последњих година